# Obenheim
Obenheim település Franciaországban, Bas-Rhin megyében. Lakosainak száma 1381 fő (2022. január 1.). Obenheim Boofzheim, Daubensand, Gerstheim, Herbsheim és Rhinau községekkel határos.

## Népesség
A település népességének változása:
| Lakosok száma | 1405 | 1405 | 1403 | 1359 | 1338 | 1349 | 1371 | 1358 | 1381 |
|               | 2013 | 2015 | 2016 | 2017 | 2018 | 2019 | 2020 | 2021 | 2022 |